# Stefanie Gebauer

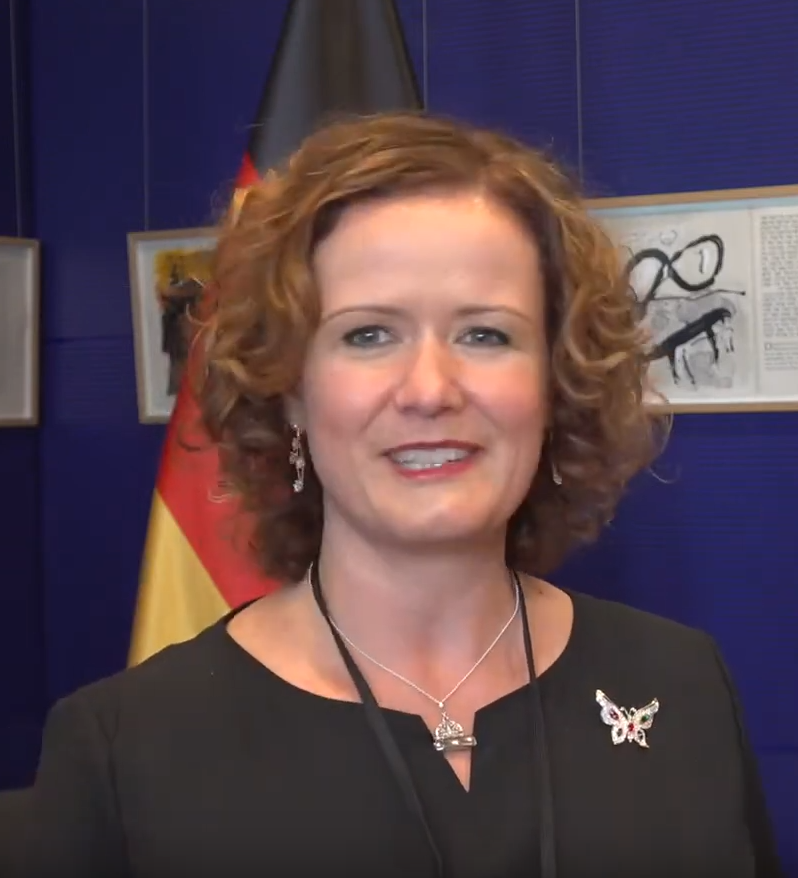
Stefanie Gebauer am Tag der Wahl des Bundespräsidenten 2022

Stefanie Gebauer (* 20. März 1980 als Stefanie Wallborn in Staaken, Bezirk Potsdam) ist eine deutsche Politikerin (Freie Wähler). Bei der Wahl des Bundespräsidenten am 13. Februar 2022 war sie die Kandidatin der Freien Wähler.

## Leben

### Ausbildung, Beruf und Familie
Stefanie Gebauer wurde am 20. März 1980 als Stefanie Wallborn in Staaken geboren. Ihre Mutter war als Kind aus der Sowjetunion nach Deutschland gekommen. Aufgrund der Tätigkeit ihres Vaters als Außenhandelsvertreter bei der LEW Hennigsdorf zog die Familie 1983 nach Peking und kehrte 1988 zurück. Gebauer wuchs dann in Hennigsdorf auf und besuchte dort das Alexander-S.-Puschkin-Gymnasium. Sie verbrachte ein Jahr während der elften Klasse in Oregon, USA.
Anschließend studierte sie von 1999 bis 2006 Theoretische Physik und Astrophysik an der Technischen Universität Berlin. Danach war sie an der Universität als wissenschaftliche Mitarbeiterin tätig und wurde 2013 mit der Arbeit Entwicklung erdähnlicher extrasolarer Planetenatmosphären an der Technischen Universität Berlin zur Dr. rer. nat. promoviert.
Von 2016 bis 2021 arbeitete sie am Deutschen Zentrum für Luft- und Raumfahrt in Berlin-Adlershof. Anfang 2021 wechselte sie als wissenschaftliche Mitarbeiterin zur Fraktion der BVB/Freien Wähler im Landtag Brandenburg und wurde Fachreferentin für den Untersuchungsausschuss „Corona“.
Gebauer ist verwitwet, hat eine Tochter und wohnt in Kremmen. Dort ist sie aktives Mitglied der Freiwilligen Feuerwehr.

### Politik
Gebauer trat 2013 in die CDU ein. Sie kandidierte 2014 bei den Kommunalwahlen und wurde Mitglied in der Stadtverordnetenversammlung und im Ortsbeirat Kremmen. Dort wurde sie zunächst Vorsitzende des Finanzausschusses. Als Gebauer von der dortigen CDU nicht als Bürgermeisterkandidatin aufgestellt worden war, trat sie im Dezember 2015 aus der Partei aus.
Danach wollte sie zunächst in die dortige SPD/Grüne-Fraktion eintreten, entschied sich dann jedoch dagegen und trat in die UWG/LGU-Fraktion (unabhängige Wählergemeinschaft / Landwirtschaft, Gartenbau, Umwelt) ein, da sie parteilos bleiben wollte. In der Stadtverordnetenversammlung wurde sie stellvertretende Vorsitzende. Nach den Kommunalwahlen 2019 schlossen sich die SPD und UWG/LGU zu einer Fraktion zusammen und Gebauer wurde zur Vorsitzenden der Stadtverordnetenversammlung gewählt.
Im Jahr 2021 trat sie den Freien Wählern bei. Bei der Bundestagswahl 2021 kandidierte sie erfolglos als Direktkandidatin der Freien Wähler im Wahlkreis Oberhavel – Havelland II.
Am 3. Februar 2022 nominierten die Freien Wähler Gebauer als Kandidatin für die Wahl des Bundespräsidenten am 13. Februar 2022. Auf sie fielen 58 der 1472 Stimmen der Bundesversammlung und damit mehr als dreimal so viel, wie die sie unterstützenden Parteien in diesem Gremium an Vertretern stellten.
Gebauer kandidierte erfolglos als Direktkandidatin bei der Landtagswahl 2024 im Wahlkreis Oberhavel I. Mit den Kommunalwahlen 2024 zog sie als Mitglied in den Kreistag Oberhavel ein.